# Debora Pixner
Debora Pixner (* 24. September 1992 in Meran) ist eine ehemalige italienische Freestyle-Skierin. Sie startete in der Disziplin Skicross.

## Werdegang
Pixner, die für den ASC Passeier startete, trat international erstmals im März 2012 bei den Juniorenweltmeisterschaften 2012 in Chiesa in Valmalenco und kam dabei auf den 18. Platz. In der Saison 2012/13 nahm sie in Innichen erstmals am Freestyle-Skiing-Weltcup teil, wobei sie den 37. Platz errang und fuhr bei den Juniorenweltmeisterschaften 2013 in Chiesa in Valmalenco auf den 14. Platz. Nach Platz drei in Montafon zu Beginn der folgenden Saison, erreichte sie mit fünf Top-Zehn-Platzierungen den achten Platz in der Skicross-Wertung des Europacups. In der Saison 2014/15 kam sie beim Europacup in Val Thorens auf den dritten Platz und im Weltcup viermal unter die ersten Zehn. Dabei erreichte sie in Megève mit dem sechsten Platz ihre bestes Platzierung im Weltcup und zum Saisonende mit dem 12. Rang im Skicross-Weltcup ihr bestes Gesamtergebnis. In der Saison 2015/16 fuhr sie mit drei Top-Zehn-Platzierungen auf den 13. Platz. In der Saison 2017/18 absolvierte sie im Sunny Valley ihren 30. und damit letzten Weltcup, welchen sie auf dem 12. Platz beendete und belegte bei den Olympischen Winterspielen 2018 in Pyeongchang den 11. Platz. Im März 2018 wurde sie italienische Meisterin im Skicross.

## Erfolge

### Olympische Spiele
- 2018 Pyeongchang: 11. Platz Skicross

### Weltcupwertungen
| Saison  | Gesamt | Gesamt | Skicross | Skicross |
| Saison  | Platz  | Punkte | Platz    | Punkte   |
| ------- | ------ | ------ | -------- | -------- |
| 2014/15 | 45.    | 20,18  | 12.      | 222      |
| 2015/16 | 62.    | 18,33  | 13.      | 120      |
| 2017/18 | 91.    | 14,6   | 17.      | 146      |

### Juniorenweltmeisterschaften
- 2012 Chiesa in Valmalenco: 18. Platz Skicross
- 2013 Chiesa in Valmalenco: 14. Platz Skicross

### Weitere Erfolge
- 2 Podestplätze im Europacup